# Heteromys nelsoni
Heteromys nelsoni е вид бозайник от семейство Торбести скокливци (Heteromyidae). Видът е застрашен от изчезване.

## Разпространение
Разпространен е в Гватемала и Мексико (Чиапас).